# Geisterkomödie
Geisterkomödie (Originaltitel Blithe Spirit) ist eine britische schwarze Filmkomödie von David Lean aus dem Jahr 1945. Der Film beruht auf dem gleichnamigen Theaterstück Blithe Spirit (deutschsprachig als Fröhliche Geister erschienen) von Noël Coward.

## Handlung
Der Schriftsteller Charles Condomine ist seit fünf Jahren glücklich mit Ruth verheiratet; seine erste Frau Elvira verstarb vor sieben Jahren nach einem Lachanfall an einem Herzinfarkt. Als Studie für seinen neuen Roman The Unseen, der sich mit einem psychotischen Geisterseher befassen soll, lädt Charles die wunderliche Madame Arcati in sein Haus. Gemeinsam mit dem befreundeten Ehepaar Bradman wollen die Condomines einer Séance beiwohnen.
Nach langer Vorbereitung mit merkwürdigen Ritualen und Schallplattenmusik befindet sich Madame Arcati in Trance, spricht mit einer Kinderstimme und fällt schließlich um. Während Ruth und das Ehepaar Bradman noch erste Hilfe leisten, hört Charles eine Stimme seinen Namen rufen. Da alle anderen ihm erklären, kein Ton sei zu hören gewesen, tut er es als Witz ab. Kurze Zeit später steht seine erste Frau Elvira als Geist vor ihm.
Die nächsten Tage gestalten sich für Charles schwierig: Nur er kann Elvira sehen und hören. Ruth hält Charles zunächst für verrückt und schließlich für betrunken; da sie jede Antwort Charles’ auf Elviras Einlassungen auf sich bezieht, hängt bald der Haussegen schief. Auch Beweise von Elviras Existenz – der Geist lässt Türen schlagen und transportiert Vasen und Stühle vor Ruths Augen durch die Wohnung – lassen Ruth eher an ihrem Verstand zweifeln, als an Elviras Existenz glauben. Erst bei einem Besuch bei Madame Arcati erfährt sie, dass Elvira durchaus zurückgekommen sein könnte.
Madame Arcati selbst hatte am Abend der Séance das Gefühl, dass etwas geschehen sei. Sie kennt allerdings kein Mittel, um Elvira zurück ins Jenseits zu schicken, und so muss Ruth zunächst das Haus mit Elvira teilen. Dinge kehren sich ins Unangenehme, als sämtliches Hauspersonal durch Elvira verletzt wird. Ruth ahnt, dass Elvira Mordpläne schmiedet, um Charles mit sich ins Jenseits zu nehmen.
Charles verspricht Elvira, mit ihr ins Kino zu fahren, doch erweist sich das Wetter als schlecht, sodass an seiner Stelle Ruth den Wagen für eine kurze Fahrt nutzt. Da Elvira heimlich das Auto manipuliert hatte, stirbt Ruth bei einem Autounfall. Charles hat nun zwei tote Ehefrauen um sich; auch Ruth wird, nachdem Madame Arcati einen erneuten zwecklosen Zauber an beiden verblichenen Ehefrauen versucht hat, für Charles sichtbar.
Vor allem Elvira sehnt sich zurück nach dem Jenseits. Es stellt sich heraus, dass die Versuche Madame Arcatis bisher erfolglos waren, weil nicht Charles seine frühere Frau zurück ins Diesseits gewünscht hat, sondern seine Angestellte Edith. Mit ihrer Hilfe gelingt es schließlich, beide Ehefrauen verschwinden zu lassen. Madame Arcati erkennt bald, dass die Frauen nicht fort, sondern nur unsichtbar sind. Sie rät Charles, sein Haus zu verlassen, und der schreitet zur Tat, wobei ihm alle Koffer und auch sein Mantel von beiden Geistern gereicht werden. Frohlockend stellt er sich sein freies Leben als Witwer vor und fährt in seinem Cabrio los. Beide Ehefrauen-Geister sitzen am Ende gemeinsam auf einer Mauer und erwarten seinen Wagen, der schließlich in voller Fahrt gegen die Mauer fährt. Charles erscheint als Geist und beide machen für ihn in ihrer Mitte Platz – er reagiert wenig begeistert.

## Produktion
Noël Cowards Stück Blithe Spirit, das im Juli 1941 im Londoner West End und kurze Zeit später am Broadway in New York angelaufen war, wurde ein unerwarteter Erfolg. Es lief über ein Jahr am Broadway und mehr als vier Jahre im West End. Coward verkaufte die Filmrechte an die britische Produktionsfirma Cineguild, hatte er doch mit Hollywood-Verfilmungen seiner Stücke kurz zuvor schlechte Erfahrungen gemacht.
Als Regisseur sollte David Lean fungieren, der jedoch vor Coward bekannte, nichts von Salonkomödien zu verstehen. Er ließ sich schließlich überzeugen, dass das Publikum nach Propagandafilmen und ernsten Stoffen eine leichte Komödie positiv aufnehmen werde. Lean hatte zuvor bereits die ernsteren Coward-Stoffe In Which We Serve (1942) und Wunderbare Zeiten (OT: The Happy Breed) (1944) gedreht, letzterer bereits von Cineguild produziert.
Margaret Rutherford und Kay Hammond hatten Geisterkomödie bereits am Londoner West End gespielt und übernahmen ihre Bühnenparts auch im Film. Für die Rolle des Charles Condomine wurde Rex Harrison engagiert, mit dem Lean bereits 1940 beim Film Major Barbara zusammengearbeitet hatte.
Der Film wurde von Februar bis Mai 1944 in den Denham Film Studios nahe Denham in Buckinghamshire gedreht. Coward hatte als Bedingung für den Film festgelegt, dass der Geist Elviras im Film nicht durchsichtig sein sollte. Dies sowie die knappen finanziellen Mittel während des Zweiten Weltkriegs ließen Kameramann Neame und Tom Howard zu normalen Bühnentricks greifen, um die übernatürlichen Effekte zu erreichen: Gegenstände wurden an unsichtbaren Schnüren in die Luft gehoben und Kay Hammond als Elvira mit grünem Licht bestrahlt. Andere Effekte entstanden durch Doppelbelichtungen, Überblendungen und langsames Abblenden. Howard wurde für die Spezialeffekte 1947 mit einem Oscar ausgezeichnet.
Coward zeigte sich schon mit der Rohschnittfassung unzufrieden: „You’ve just fucked up the best thing I’ve ever written“, (dt. „Du hast gerade das beste, das ich je geschrieben hatte, zerstört.“) bemerkte er gegenüber Lean. In seiner Autobiografie schrieb Coward: „I will draw a light, spangled curtain over the film of Blithe Spirit. It was a great deal less good than it should have been.“ („Ich werde einen leichten, glitzernden Mantel des Schweigens über den Film Geisterkomödie breiten. Er hätte viel besser sein können“).
Obwohl bereits 1944 gedreht, kam Geisterkomödie erst am 14. Mai 1945 in die britischen Kinos. Der Film wurde ein Publikumserfolg und zudem der erste große Erfolg für Regisseur Lean. In Deutschland lief er am 6. März 1946 an, in Österreich mit dem Alternativtitel Ein lustiger Spuk bereits am 15. Februar 1946. Die deutsche Fernseherstaufführung war am 4. Februar 1962 im Deutsches Fernsehen.
Der Originaltitel, Blithe Spirit (dt. „munterer Geist“), entstammt der ersten Zeile des Gedichts To a Skylark („An eine Feldlerche“) von Percy Bysshe Shelley, in dem es heißt: „Hail to thee, blithe spirit! – Bird thou never wert“ (dt. „Heil dir, munter Geist! – Vogel warst du nie“).

## Rezeption
Geisterkomödie erhielt ein gutes Presseecho. So erfasst der US-amerikanische Aggregator Rotten Tomatoes 77 % wohlwollende Besprechungen und ordnet den Film dementsprechend als „Frisch“ ein.
Das US-amerikanische Branchenblatt Variety befand, dass der Film zwar über weite Strecken das abfotografierte Theaterstück sei, die Kameraarbeit jedoch überragend sei und die Geistergeschichte glaubwürdiger transportieren könne, als dies auf der Bühne möglich sei. Das US-amerikanische Nachrichtenmagazin Time bewertete den Film, zu „99,9 Prozent Noël Coward“, als „so substanzlos wie ein Füllhorn voller Zuckerwatte“. Leans Regiearbeit sei übersättigt mit Dialog und könne die Kinogänger nicht halten. Einzig Margaret Rutherford überzeuge in der lustigen Rolle der Madame Arcati.
Der bundesdeutsche film-dienst kritisierte, dass Geisterkomödie über den flüchtigen Eindruck hinaus nicht zu bejahen sei. Das Jenseits mit der Auferstehung und die Welt der abgeschiedenen Geister würden zu einem „Gesellschaftsspiel“ herabgewürdigt werden, der Tod werde „durch eine Fülle vom Mätzchen entweiht“. „Die Vorstellung des Jenseits, die Welt der Toten, ein Stück im großen Heilsplan Gottes, kann nicht auf diese Weise vor ein breites Publikum gebracht werden. Hinzu kommt, daß aus Geistern und Menschen ein pikantes ‚Ehedreieck‘ geschmiedet wurde, in dem sich besonders die beiden Frauen in durchaus skrupelloser Form bekämpfen“, so die katholische Kritik. Das Lexikon des Internationalen Films bezeichnete Geisterkomödie als eine „geistvolle und witzige Komödie nach einem Stück von Noël Coward, in Darstellung und Regie gut gelungen.“
Michael Betzold stellte bei AllMovie fest, dass die leichte, intelligente Salonkomödie in Geisterkomödie womöglich ihren Höhepunkt erreicht hat. Andere Kritiker bescheinigten Regisseur Lean, „Cowards makaber-frivole Vorlage einfallsreich und mit gebotenem Understatement ins Bild gesetzt [zu haben]. So entstand ein Unterhaltungsfilm, der Stilwillen und Stilsicherheit erkennen ließ.“
Geisterkomödie wurde 1947 mit dem Oscar in der Kategorie „Beste visuelle Effekte“ ausgezeichnet.

## Weitere Verfilmungen
1965 wurde Cowards Theaterstück unter den Titel Geisterkomödie – Eine unwahrscheinliche Komödie vom Regisseur Rolf Kutschera auch für das Fernsehen umgesetzt.
Eine weitere Neuverfilmung von Cowards Stoff erschien 2020 unter gleichem Originaltitel (deutscher Filmtitel Da scheiden sich die Geister) mit Dan Stevens als Charles Condomine, Leslie Mann als Elvera Condomine, Isla Fisher als Ruth Condomine und Judi Dench als Madam Arcadi in den Kinos.